# Dzmitryj Padstrełau
Dzmitryj Alaksandrawicz Padstrełau (biał. Дзмітрый Аляксандравіч Падстрэлаў, ur. 6 września 1998 w Mohylewie) – białoruski piłkarz grający na pozycji lewego lub prawego skrzydłowego w białoruskim klubie Dynama Mińsk oraz w reprezentacji Białorusi.